# Théodore Barrois
Théodore Barrois (Lille, 10 de fevereiro de 1857 — Neuilly-sur-Seine, 9 de junho de 1920) foi um médico, naturalista e político que se distinguiu no campo de zoologia.

## Biografia
Doutor em medicina e ciências naturais, nomeado em 1885 conferencista (maître de conférences) na Faculdade de Farmácia da Universidade de Lille (Université de Lille). Foi professor de zoologia da mesma faculdade a partir de 1886, passando em 1894 a titular da cadeira de Parasitologia, especialmente criada para ele. Foi deputado pelo círculo do Norte-Pas-de-Calais (Nord-Pas-de-Calais) entre 1898 e 1906 e conselheiro municipal em Lille (1892-1896). Também exerceu importantes funções administrativas no Institut Pasteur em Lille e na Comissão Central das Minas de Carvão da França.
Participou em várias expedições científicas à Lapónia, Palestina e Síria. No ano de 1887 permanece durante seis meses nos Açores. Foi membro da equipa do primeiro laboratório marítimo francês, a Estação de Zoologia Marinha de Concarneau, e da Sociedade de Zoologia de França, de que era vice-presidente quando faleceu.
Em resultado da sua estadia no arquipélago, publicou vários estudos sobre a fauna carcinológica e das águas doces dos Açores.
Em 1898 abandonou a actividade científica para se dedicar à política, sendo eleito deputado pelo círculo Nord-Pas-de-Calais, com sede em Lille, cargo que exerceu de 1898 a 1902.